# Branko Grgić
Branko Grgić ( Šibenik, 18. prosinca 1965.), diplomirani ekonomist, ravnatelj splitske Lučke uprave.

## Životopis
Kratko se bavio nogometnom igrajući u Šibeniku i Splitu, no, uvidjevši da neće ostvariti nogometnu karijeru posvetio se svome školovanju.
1993. izabran je u gradsko vijeće grada Splita kao član HNS-a. 1995. prelazi iz HNS-a u HDZ zajedno s trojicom vijećnika među kojima je bio i gradonačelnik Nikola Gabrić. Grgić kasnije postaje dogradonačelnik. Profesionalnu karijeru započinje u Dalma Commercu, 1997. postaje ravnatelj splitske Lučke uprave, a od 2000. je predsjednik Hajduka. Ravnateljem splitske Lučke uprave ostaje do danas, a na kormilu nogometnog prvoligaša ostaje čak 7 godina čime je, otkad je 1. HNL, postao najdugovječnijim predsjednikom kluba. 
Posao ravnatelja Lučke uprave obavlja vrlo uspješno. Trenutno odrađuje svoj treći mandat, a pod njegovim ravnanjem luka je 3 puta izabrana za najbolju hrvatsku luku, a sa svojih 3.5 milijuna putnika treća je po veličini na Mediteranu. Nedavno je pokrenuo projekt proširenja luke koja bi uskoro mogla povećati kapacitet na 6 milijuna putnika godišnje, a da to ne izazove nikakve gužve. 
Najpoznatiji je hrvatskoj javnosti po poslu u Hajduku. 2000. biva izabran za predsjednika Hajduka kao "prijelazno rješenje" na 6 mjeseci. Za vrijeme svog mandata najviše problema ima s vraćanjem brojnih milijunskih dugova kluba koji je nerijetko bio na rubu stečaja. Što se sportskih uspjeha tiče, u toj vrlo teškoj situaciji s blokiranim računom, Grgić je uspio osvojiti 3 naslova prvaka, ali bez zapaženih rezultata u europskim natjecanjima, većinom radi rasprodaje igrača po završetku sezone (da bi se isplatile plaće igračima). Nakon neuspješnih sezona počevši od 2005., navukao je bijes navijača koji su u rujnu 2007. počeli s peticijom koja ga je trebala maknuti s te pozicije. 23. rujna te godine, nakon blamaže u Rijeci, podnio je neopozivu ostavku te otišao iz kluba. 
Najviše mu se zamjeraju loši rezultati van Hrvatske, prečesto mijenjanje trenera i igrača, te loš odabir pomoćnika u upravi kluba. Najveći mu je uspjeh otplaćivanje velike svote klupskih dugova, te postavljanje temelja privatizacije Hajduka. 